# VT-27
Escadron d'entraînement 27
Le Training Squadron 27 (TRARON TWENTY SEVEN ou VT-27) est un escadron d'avion d'entraînement du Naval Air Training Command de l'US Navy. Créé en 1951, il est basé actuellement à la Naval Air Station Corpus Christi, au Texas. Il est l'un des quatre escadrons du Training Air Wing Four (TRAWING FOUR).

## Historique

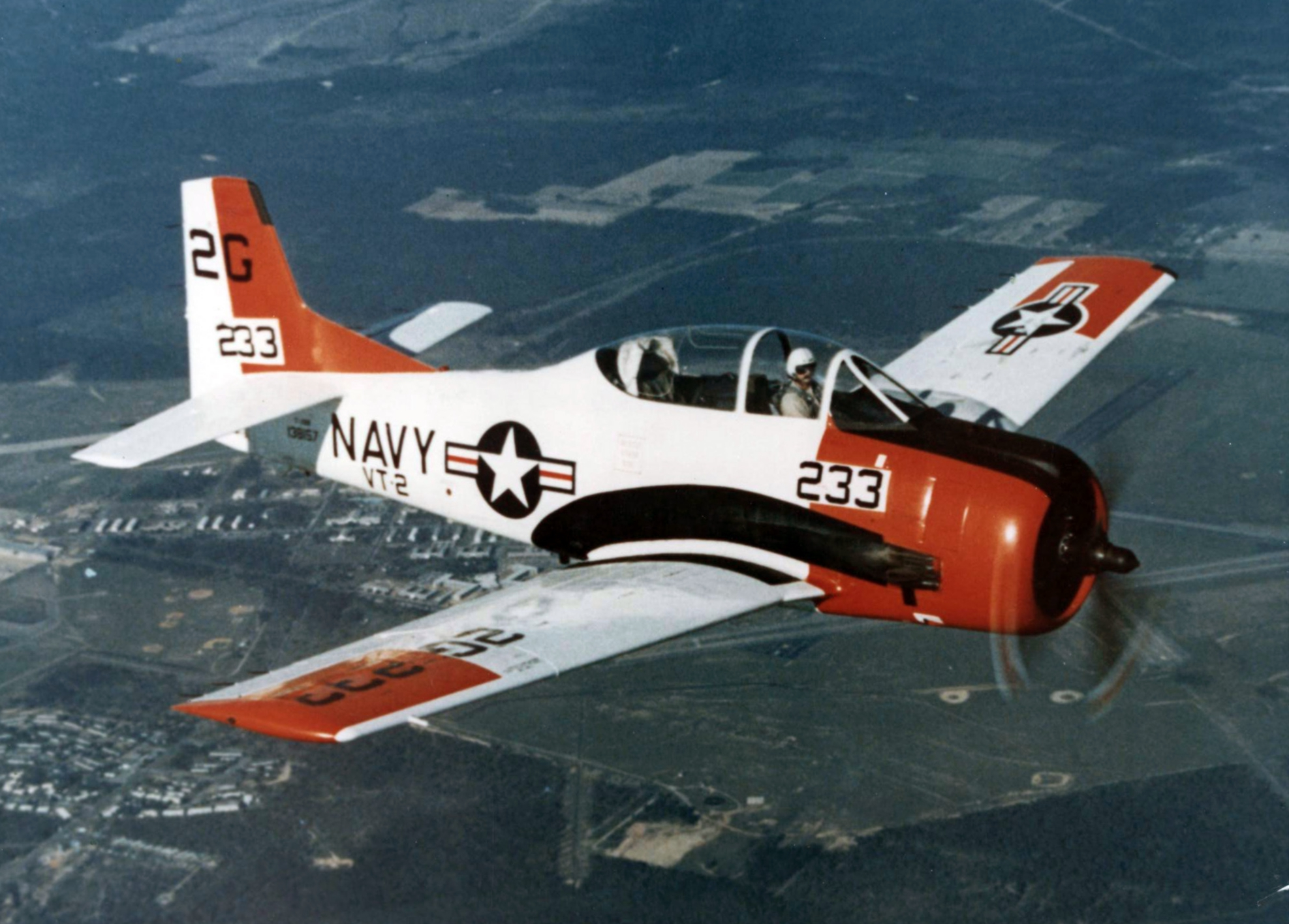
T-28B Trojan de l'US Navy

Le VT-27 a été initialement créé le 11 juillet 1951 en tant qu' Advanced Training Unit-B  à la base aéronavale de Corpus Christi. Le commandement a déménagé au Naval Air Station Kingsville en 1952 et de nouveau à Naval Air Station New Iberia (en), Louisiane en 1960, où l'escadron a été renommé Training Squadron 27 (VT-27) en juillet en pilotant le S2F-1T Tracker en tant qu'avion d'entraînement multimoteur. En septembre 1962, le Système Tri-Service de désignation des appareils militaires américains (1962) a changé la désignation du Tracker en TS-2A. En juillet 1964, le VT-27 ont été renvoyés à la NAS Corpus Christi, où il continue ses fonctions d'entraînement en vol. 

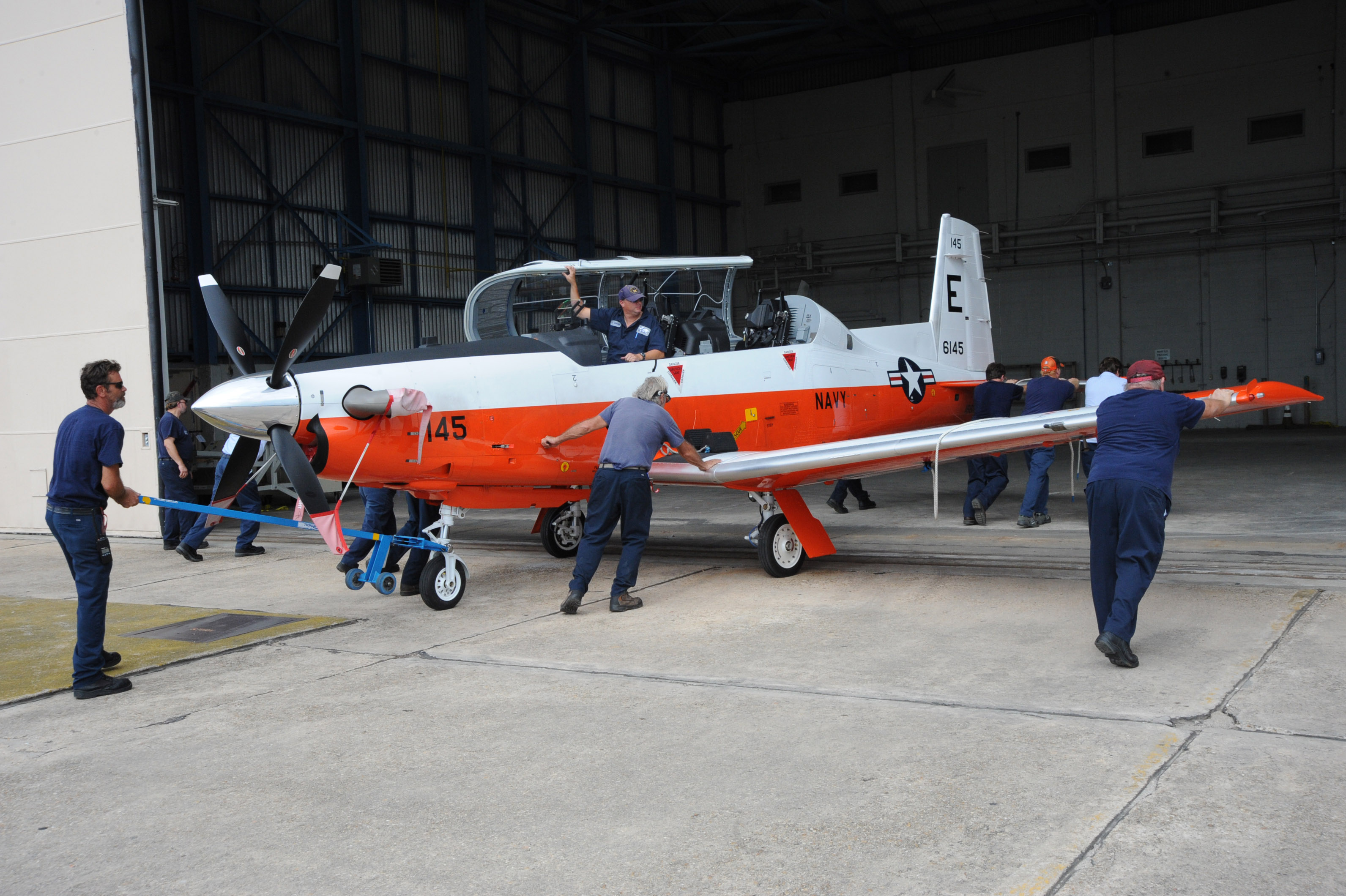
T-6B Texan II

En 1973, le VT-27 est devenu un escadron d'entraînement principal avec l'arrivée le 1er août du premier T-28B Trojan. En août 1983, l'escadron a pris livraison du premier avion T-34C Turbo Mentor devenant le pilier du programme d'entraînement au vol principal de l'US Navy et du Corps des Marines. En juin 2013, le VT-27 est passé au T-6B 'Texan II.